# Османи, Вьоса
Вьо́са Осма́ни-Садриу́ (алб. Vjosa Osmani-Sadriu; род. 17 мая 1982, Косовска-Митровица, САК Косово, СР Сербия, Югославия) — косовский государственный и политический деятель, юрист и преподаватель. Действующий президент Республики Косово с 4 апреля 2021 года, временно исполняла обязанности президента с 5 ноября 2020 года. В прошлом — спикер парламента Косова (2020—2021), первая женщина на этой должности, депутат парламента Косова (2010—2021). Доктор юридических наук (J.S.D.). Член совета Парламентской сети Всемирного банка и Международного валютного фонда (МВФ). Заместитель председателя Демократической лиги Косова до 2020 года, с 5 ноября 2020 по 4 апреля 2021 года — председатель партии Guxo.

## Биография
Родилась 17 мая 1982 года в Косовска-Митровице.
Училась на юридическом факультете Приштинского университета, получила степень бакалавра. В 2005 году получила степень магистра права (LLM) на юридическом факультете Питтсбургского университета в штате Пенсильвания в США, в 2015 году защитила докторскую диссертацию в Питтсбургском университете и получила степень доктора юридических наук (J.S.D.).
Преподавала в Приштинском университете и Рочестерском технологическом институте в Косово. Была приглашённым профессором в Питтсбургском университете. Автор статей и монографий в области международного и торгового права, как на албанском, так и на английском языках.
Занимала должность начальника штаба, советника по внешней политике и советника по правовым вопросам при президенте Республики Косово. Была представителем президента в комиссии, разработавшей Конституцию Республики Косово 2008 года. Была членом юридической группы в Международном суде ООН в Гааге в ходе судебного разбирательства о правомерности провозглашения независимости Косова в декабре 2009 года.
Помимо албанского, свободно владеет также английским, испанским, турецким и сербским языками.
Замужем. Родила близнецов.

## Политическая деятельность

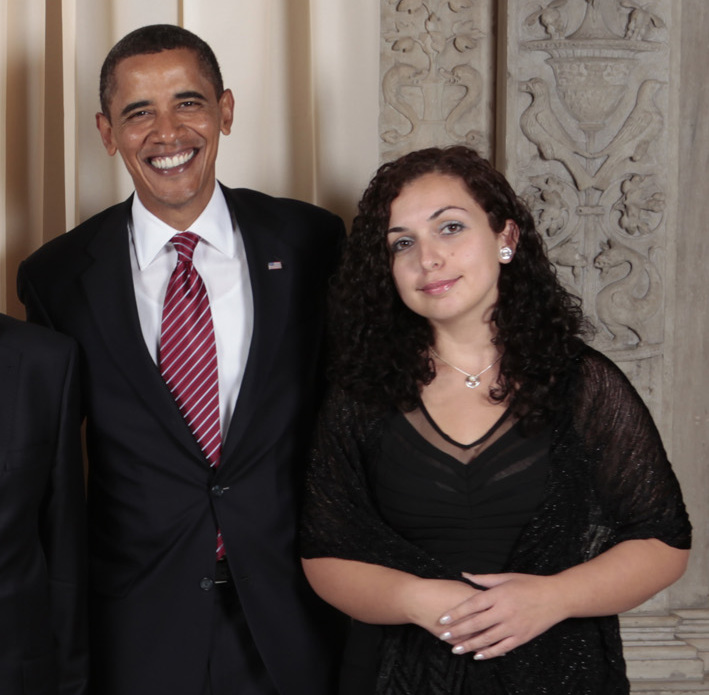
Османи и Барак Обама в 2009 году

По результатам парламентских выборов 12 декабря 2010 года избрана депутатом парламента Косова. Переизбиралась на выборах 8 июня 2014 года и 11 июня 2017 года. На выборах 2017 года получила более 64 000 голосов. Возглавляла комитет по иностранным делам, диаспоре и стратегическим инвестициям и ранее несколько других комитетов. Кандидат в премьеры на досрочных парламентских выборах 6 октября 2019 года от Демократической лиги Косова. 3 февраля 2020 года, после утверждения Альбина Курти на пост премьер-министра назначена спикером парламента Косова. За её кандидатуру проголосовало 65 депутатов. Первая женщина на этой должности. Сменила Глаука Коньюфка, который получил портфель министра иностранных дел в кабинете Курти. После отставки президента Хашима Тачи 5 ноября 2020 года временно исполняла обязанности президента Косова.
5 апреля 2020 года основала партию «Дерзай». По итогам парламентских выборов 2021 года, в которых партия участвовала в составе партии «Самоопределение», партия «Дерзай» получила 7 из 120 мест в парламенте. Двое депутатов от партии «Дерзай» вошли во второй кабинет Курти, в том числе вице-премьер и министр иностранных дел Доника Гервалла.
4 апреля 2021 года избрана президентом Косова на голосовании в парламенте, набрала 70 из 120 голосов. Это уже вторая по счету женщина на посту президента Республики Косово после Атифете Яхьяга

## Награды
Османи получила степень бакалавра в Косово по стипендии, которую она получила от Министерства образования, по оценке её как лучшей студентки Косовского юридического факультета. В то же время она также была включена в пятёрку лучших студентов страны по всем факультетам. В 2004 году ей была присуждена стипендия для получения степени магистра в Университете Питтсбурга. В 2005 году Питтсбургский университет дважды награждал её премией «Превосходство во имя будущего». В 2009 году, благодаря продемонстрированному успеху, она снова выиграла полную стипендию для завершения учёбы в докторантуре того же университета, где снова сосредоточилась на области права.
Она также была удостоена награды Sheth International Achievement Award Университета Питтсбурга за вклад в сфере прав человека.

## Личная жизнь
Замужем с 2012 года за Приндоном Садриу (Prindon Sadriu). Мать близнецов Дуа (Dua Tiara Sadriu) и Анды (Anda Elisa Sadriu).